# Beuzec-Cap-Sizun
Beuzec-Cap-Sizun (in bretone: Beuzeg-ar-C'hab) è un comune francese di 1 109 abitanti situato nel dipartimento del Finistère nella regione della Bretagna.

## Società

### Evoluzione demografica
Abitanti censiti